# Чемпионат России по лёгкой атлетике в помещении 2018
Чемпионат России по лёгкой атлетике в помещении 2018 года прошёл 12—14 февраля в Москве в манеже ЛФК «ЦСКА». На протяжении 3 дней были разыграны 24 комплекта медалей.
Третий год подряд на чемпионате России не проходил отбор на международные старты (чемпионат мира в помещении). Причина — бессрочное отстранение сборной России от международных соревнований из-за допингового скандала, инициированное ИААФ в ноябре 2015 года и повторно оставленное в силе 26 ноября 2017 года на Совете международной федерации в Монако.
В программу чемпионата России в помещении в 2018 году впервые были включены эстафеты 4×400 метров. В прежние годы чемпионы страны определялись в эстафетах 4×200 и 4×800 метров.
21-летний Тимур Моргунов установил новый рекорд России среди молодёжи (до 23-х лет) в прыжке с шестом — 5,85 м. Предыдущее достижение, которое 10 днями ранее установил он же, ему удалось улучшить на 2 сантиметра.
Толкатель ядра Максим Афонин выиграл соревнования с результатом 21,39 м, уступив всего один сантиметр национальному рекорду. Второе место занял Александр Лесной (21,05 м), который в трёх попытках отправил снаряд за 21 метр.
Анжелика Сидорова установила личный рекорд в прыжке с шестом — 4,87 м. Выше в истории России в помещении прыгала только рекордсменка мира Елена Исинбаева.
Второй год подряд были показаны высокие результаты у мужчин в беге на средние дистанции. Темп в сильнейших забегах вновь задавал Владимир Никитин, выходивший вперёд с самого старта. В беге на 3000 метров он защитил чемпионский титул (время — 7.47,67), а его преследователи позволили чемпионату страны 2018 года войти в историю: впервые на национальном первенстве сразу 11 человек пробежали дистанцию быстрее 8 минут. 1500 метров с рекордом соревнований (3.39,27) выиграл Валентин Смирнов, обошедший Никитина за 100 метров до финиша. По аналогичному сценарию 10 днями ранее развивалась борьба этих же спортсменов на турнире «Русская зима». Тогда Смирнов обыграл оппонента в беге на 1 милю (1609,34 м) и установил новый национальный рекорд 3.56,06.
Лидеру мирового сезона (2,04 м) в прыжке в высоту Марии Ласицкене на чемпионате страны для победы хватило результата 1,88 м. Бронзовую медаль в этом секторе завоевала Аделина Халикова, которая стала одним из самых молодых призёров национального первенства за всю историю: в день финала ей было 15 лет 56 дней.
Чемпионат России по многоборьям в помещении проводился отдельно 14—16 февраля в Смоленске.

## Медалисты

### Мужчины
| Дисциплина       | Золото                                                                                        | Золото  | Серебро                                                                                    | Серебро | Бронза                                                                    | Бронза  |
| ---------------- | --------------------------------------------------------------------------------------------- | ------- | ------------------------------------------------------------------------------------------ | ------- | ------------------------------------------------------------------------- | ------- |
| 60 м             | Рушан Абдулкадеров Москва                                                                     | 6,68    | Денис Огарков Липецкая область Брянская область                                            | 6,69    | Дмитрий Лопин Краснодарский край                                          | 6,71    |
| 400 м            | Артём Денмухаметов Свердловская область Челябинская область                                   | 46,89   | Тимофей Чалый Красноярский край Московская область                                         | 47,26   | Андрей Галацков Ульяновская область                                       | 47,40   |
| 800 м            | Николай Вербицкий Московская область Бурятия                                                  | 1.48,82 | Степан Перегудов Краснодарский край                                                        | 1.49,04 | Константин Холмогоров Москва Пермский край                                | 1.49,10 |
| 1500 м           | Валентин Смирнов Санкт-Петербург Челябинская область                                          | 3.39,27 | Владимир Никитин Москва Пермский край                                                      | 3.39,52 | Егор Николаев Московская область Башкортостан                             | 3.42,65 |
| 3000 м           | Владимир Никитин Москва Пермский край                                                         | 7.47,67 | Егор Николаев Московская область Башкортостан                                              | 7.50,01 | Артём Леоненко Тамбовская область                                         | 7.50,02 |
| 60 м с барьерами | Константин Шабанов Москва Псковская область                                                   | 7,65    | Филипп Шабанов Москва Псковская область                                                    | 7,83    | Айдар Гилязов Татарстан                                                   | 7,84    |
| Прыжок в высоту  | Данил Лысенко Московская область Башкортостан                                                 | 2,33 м  | Иван Ухов Москва                                                                           | 2,31 м  | Илья Иванюк Брянская область Смоленская область                           | 2,31 м  |
| Прыжок с шестом  | Тимур Моргунов Челябинская область Московская область                                         | 5,85 м  | Георгий Горохов Москва Брянская область                                                    | 5,65 м  | Александр Грипич Краснодарский край Москва                                | 5,55 м  |
| Прыжок в длину   | Александр Меньков Красноярский край Мордовия                                                  | 8,23 м  | Артём Примак Краснодарский край Хабаровский край                                           | 8,02 м  | Анатолий Ряполов Краснодарский край                                       | 7,87 м  |
| Тройной прыжок   | Дмитрий Чижиков Москва Санкт-Петербург                                                        | 16,87 м | Алексей Фёдоров Московская область Смоленская область                                      | 16,72 м | Дмитрий Сорокин Краснодарский край Хабаровский край                       | 16,65 м |
| Толкание ядра    | Максим Афонин Москва Саха-Якутия                                                              | 21,39 м | Александр Лесной Краснодарский край Нижегородская область                                  | 21,05 м | Константин Лядусов Москва Ростовская область                              | 19,68 м |
| Эстафета 4×400 м | Свердловская область · Андрей Симагин · Антон Балыкин · Антон Маркунасов · Артём Денмухаметов | 3.10,60 | Санкт-Петербург · Андрей Руденко · Владислав Новоторов · Андрей Кухаренко · Михаил Филатов | 3.11,08 | Москва · Дмитрий Ефимов · Олег Миронов · Антон Новиков · Владислав Фролов | 3.11,82 |

### Женщины
| Дисциплина       | Золото                                                                                    | Золото  | Серебро                                                                             | Серебро | Бронза                                                                                           | Бронза  |
| ---------------- | ----------------------------------------------------------------------------------------- | ------- | ----------------------------------------------------------------------------------- | ------- | ------------------------------------------------------------------------------------------------ | ------- |
| 60 м             | Кристина Сивкова Москва                                                                   | 7,37    | Кристина Хорошева Пензенская область Тульская область                               | 7,42    | Елена Черняева Санкт-Петербург Вологодская область                                               | 7,43    |
| 400 м            | Екатерина Реньжина Москва Тульская область                                                | 52,77   | Яна Глотова Московская область Липецкая область                                     | 53,28   | Юлия Кузнецова Москва Тамбовская область                                                         | 53,36   |
| 800 м            | Анжелика Шевченко Санкт-Петербург                                                         | 2.04,43 | Екатерина Купина Курская область                                                    | 2.04,79 | Марина Поспелова Москва Ярославская область                                                      | 2.05,25 |
| 1500 м           | Александра Гуляева Москва Ивановская область                                              | 4.08,49 | Елена Коробкина Москва Липецкая область                                             | 4.11,15 | Марина Поспелова Москва Ярославская область                                                      | 4.12,02 |
| 3000 м           | Елена Коробкина Москва Липецкая область                                                   | 8.51,90 | Екатерина Ивонина Московская область Пермский край                                  | 8.56,34 | Елена Седова Московская область Новосибирская область                                            | 8.57,15 |
| 60 м с барьерами | Мария Аглицкая Москва Санкт-Петербург                                                     | 8,16    | Нина Морозова Краснодарский край Брянская область                                   | 8,19    | Екатерина Блёскина Красноярский край Санкт-Петербург                                             | 8,24    |
| Прыжок в высоту  | Мария Ласицкене Московская область Кабардино-Балкария                                     | 1,88 м  | Татьяна Одинёва Москва                                                              | 1,85 м  | Дарья Слепова Москва                                                                             | 1,82 м  |
| Прыжок в высоту  | Мария Ласицкене Московская область Кабардино-Балкария                                     | 1,88 м  | Татьяна Одинёва Москва                                                              | 1,85 м  | Аделина Халикова Московская область Самарская область                                            | 1,82 м  |
| Прыжок в высоту  | Мария Ласицкене Московская область Кабардино-Балкария                                     | 1,88 м  | Татьяна Одинёва Москва                                                              | 1,85 м  | Екатерина Степанова Красноярский край                                                            | 1,82 м  |
| Прыжок с шестом  | Анжелика Сидорова Москва Чувашия                                                          | 4,87 м  | Ангелина Краснова Москва Иркутская область                                          | 4,55 м  | Ольга Муллина Москва                                                                             | 4,55 м  |
| Прыжок в длину   | Елена Соколова Москва Белгородская область                                                | 6,61 м  | Екатерина Халютина Москва                                                           | 6,38 м  | Елена Машинистова Москва Красноярский край                                                       | 6,34 м  |
| Тройной прыжок   | Виктория Прокопенко Москва Санкт-Петербург                                                | 14,25 м | Екатерина Конева Краснодарский край Хабаровский край                                | 14,05 м | Наталья Евдокимова Татарстан                                                                     | 13,88 м |
| Толкание ядра    | Ирина Тарасова Москва Ростовская область                                                  | 17,97 м | Евгения Соловьёва Московская область Челябинская область                            | 17,16 м | Анна Авдеева Самарская область                                                                   | 17,16 м |
| Эстафета 4×400 м | Московская область · Юлия Спиридонова · Анастасия Беднова · Валерия Храмова · Яна Глотова | 3.35,72 | Москва · Анастасия Емельянова · Санта Тхакур · Елизавета Аникиенко · Юлия Кузнецова | 3.36,71 | Свердловская область · Анастасия Жданова · Виктория Землянцева · София Шевнина · Ирина Такунцева | 3.39,35 |

## Чемпионат России по многоборьям
Чемпионы страны в мужском семиборье и женском пятиборье определились 14—16 февраля 2018 года в Смоленске в легкоатлетическом манеже СГАФКСТ. Артём Макаренко и Елизавета Аксёнова впервые в карьере стали чемпионами России. Оба победителя также стали лучшими в возрастной категории до 23-х лет.

### Мужчины
| Дисциплина | Золото                                   | Золото    | Серебро                                  | Серебро    | Бронза                                | Бронза    |
| ---------- | ---------------------------------------- | --------- | ---------------------------------------- | ---------- | ------------------------------------- | --------- |
| Семиборье  | Артём Макаренко Москва Красноярский край | 5904 очка | Евгений Лиханов Москва Красноярский край | 5797 очков | Сергей Тимшин Москва Липецкая область | 5784 очка |

### Женщины
| Дисциплина | Золото                                    | Золото     | Серебро                                               | Серебро   | Бронза                                 | Бронза     |
| ---------- | ----------------------------------------- | ---------- | ----------------------------------------------------- | --------- | -------------------------------------- | ---------- |
| Пятиборье  | Елизавета Аксёнова Москва Санкт-Петербург | 4335 очков | Александра Бутвина Санкт-Петербург Ростовская область | 4264 очка | Маргарита Корнейчук Краснодарский край | 4246 очков |